# لوئیز هافستن
لوئیز هافستن، متولد ۶ سپتامبر ۱۹۶۵، در لینشوپینگ، سوئد، ترانه‌سرا، نوازنده و خواننده سوئدی است که در چندین ژانر، به ویژه راک، بلوز، فولک و پاپ فعالیت می‌کند. پدرش گونار هافستن نیز نوازنده بود و در یک گروه جاز ترومپت می‌نواخت. موسیقی هافستن از اولین ضبط‌هایش، تأثیرات راک، فولک و بلوز را با هم ترکیب کرده‌است. او مسلماً شناخته شده‌ترین و شناخته شده‌ترین خواننده زن بلوز معاصر سوئد است. او پیروان زیادی در سرزمین مادری خود ایجاد کرده‌است، جوایز متعددی را برنده شده و در حال حاضر در استکهلم اقامت دارد.

## آهنگ‌شناسی

### آلبوم‌ها
- 1987: Genom eld och vatten
- 1988: Stygg
- ۱۹۸۹: بله، بله
- ۱۹۹۱: پیام عشق
- ۱۹۹۳: ریتم و بلوند
- ۱۹۹۵: ۶
- 1996: Kära Du
- ۱۹۹۹: زیبا، اما چرا؟
- 2004: Knäckebröd Blues (ریمیکس و انتشار مجدد سی دی بلوز، 1997)
- ۲۰۰۵: از لینکوپینگ تا ممفیس
- 2007: Så Speciell
- 2009: På andra Sidan Vättern
- ۲۰۱۲: به دنبال آقای خدا
- ۲۰۱۴: بیرون آوردن الویس
- ۲۰۱۵: ال
- 2017: Röster ur mörkret
- ۲۰۲۲: عبور از مرز

### آلبوم‌های تألیفی
- ۲۰۰۲: مجموعه ۱۹۹۱–۲۰۰۲

### آلبوم‌های زنده
- ۲۰۰۳: لوئیز هافستن به صورت زنده با برنامه Folkoperans Orkester

### تک آهنگ‌ها
- 1987: "Genom vatten, Genom Eld" (Vinyl)
- 1987: "Ge upp, lägg av" (وینیل)
- 1988: "Längtans röst" (وینیل)
- 1988: "Vin av frihet" (وینیل)
- 1989: "Opium for Dig" (وینیل)
- 1989: "Hon gör allt för dig" (وینیل)
- ۱۹۹۰: "بله بله" (وینیل)
- ۱۹۹۱: "پیام عشق" (وینیل)
- ۱۹۹۱: "عشق گرم و لطیف" (وینیل)
- 1991: "Slowburn" (وینیل)
- ۱۹۹۳: "همه چیز در مورد اعداد" (CD)
- ۱۹۹۳: "با عشقت به من بزن" (سی دی و مکسی)
- ۱۹۹۳: "بگذار بهترین مرد برنده شود" (CD)
- 1993: "When the blue is gone" (CD)
- ۱۹۹۳: "برای عشق تو" (CD)
- ۱۹۹۴: "سوتین بالدار" (CD)
- 1995: "Business Doin' Business" (سی دی)
- ۱۹۹۵: "روی قبرت برقص" (سی دی)
- ۱۹۹۵: "به قلبم توضیح بده" (CD)
- ۱۹۹۵: "باران شفابخش" (CD)
- 1996: "Det sorgsna hjärtat" (CD, ft. Lasse Englund & ایسبیرن سونسن تریو)
- 1997: "Kära du, jag är ju bunden" (CD, Promo, ft. Lasse Englund & Esbjörn Svensson Trio)
- ۱۹۹۹: "هیچ جا در این دنیا" (سی دی)
- ۲۰۰۰: "کمی سخت تر تلاش کن" (سی دی)
- ۲۰۰۰: "آتش چیز خوبی است" (CD)
- 2002: "Sockerkompis" (CD)
- ۲۰۰۵: "دروغ مورد علاقه من" (CDr, Promo)
- ۲۰۰۵: "خفه شو و مرا ببوس" (CDr, Promo)
- 2008: "Stumbled into heaven" (CD, Promo, ft. Sulo (3))
- ۲۰۱۳: " فقط ماهی مرده جریان را دنبال می‌کنند " (CD, Melodifestivalen 2013)
- 2018: "Lovesick" (CD)
- ۲۰۱۹: "مرا اذیت کن" (CD)

## کتاب، سی دی، دی وی دی
- ۱۹۹۷: بلوز (کتاب با ضبط سی دی)
- 1998: Tilde & Tiden (داستان کودکان به روایت لوئیز هافستن)
- 2015: En näve grus (کتاب نوشته شده توسط لنا کاتارینا سوانبرگ)

## موسیقی متن
- قسمت ۱۹۹۵ زنان خانه (تلویزیون) 8: زن بعد از ظهر (نویسنده: "خفه شو و مرا ببوس")
- 1996 Barb Wire (بازیگر، نویسنده: "Miracle")
- 1996 The Associate (بازیگر، نویسنده: "Nice Doin' Business")
- ۱۹۹۶ فقط شانس شما (بازیگر، نویسنده: "بی باپ و لولو")
- ۱۹۹۶ Baywatch (فصل 7) (تلویزیون) Ep. 1: تب کوسه (بازیگر، نویسنده: "کار خوب انجام می‌دهم")
- ۱۹۹۷ Baywatch (فصل 7) (تلویزیون) Ep. 12: لیسانس ماه (بازیگر، نویسنده: "Bringing Out the Elvis in Me")
- ۱۹۹۸ Baywatch (فصل 8) (تلویزیون) Ep. 20: Bon Voyage (بازیگر، نویسنده: "Padded Bra")
- ۱۹۹۸ فقط یک رابطه جنسی بی‌ضرر (بازیگر، نویسنده: «روی قبرت برقص»)
- قسمت کوپید (تلویزیون) 1999 14: ساعت کودکان (بازیگر، نویسنده: "بگذار بهترین مرد برنده شود")
- ۱۹۹۹ به زودی (بازیگر، نویسنده: "Hit Me With Your Love Thing")
- ۲۰۰۶ American Idol (فصل 5) (تلویزیون) ۹ برتر - کشور (نویسنده: "Bringing Out the Elvis in Me")